# 高松信司
高松信司（日语：／ Takamatsu Shinji，1961年12月3日—），日本男性動畫演出家、動畫導演、編劇、音響監督。出身於栃木縣宇都宮市。

## 來歷
栃木縣宇都宮東高等學校畢業。法政大學文學院中退。
1983年加入日本日昇動畫（以下簡稱日昇）公司。作為製作進行，曾經參加高橋良輔執導的電視動畫《裝甲騎兵波德姆茲》、《機甲界加里安》，之後在富野由悠季導演的作品《機動戰士Z鋼彈》中，以設定製作一職擔當（第31話）演出出道。以及同樣由富野由悠季執導的《機動戰士鋼彈ZZ》、《機動戰士鋼彈 逆襲的夏亞》、《機動戰士鋼彈0080：口袋裡的戰爭》等鋼彈系列的製作。直到1989年，在OVA《SD鋼彈》系列「SD百科」（廉價錄影帶「○得特輯」附加短篇動畫）的OVA系列中首次擔任導演。1990年的《SD鋼彈》是短篇動畫以外的正式導演處女作，但由於種種原因目前是「封存作品」。
1990年，於勇者系列第1部開始參加製作，至擔任谷田部勝義執導的第3部作品《勇者傳說達鋼》擔任總演出。1993年以降於《勇者特急隊》（第4部）、《勇者警察傑德卡》（第5部）和《黃金勇者合體》（第6部）連續擔任這三部作品的導演（這3部作品後來也被合稱為「高松勇者三部作」）。
1995年開始播放的《新機動戰記鋼彈W》導演池田成突然卸任，擔任了代理導演，這是負責這部作品的製作人植田益朗的請求。此時和《黃金勇者合體》的導演工作同時進行。接著擔任1996年開始播放的《機動新世紀鋼彈X》的導演。
1998年離開日昇動畫後，經高橋良輔的介紹加入GALLOP，從三澤伸接下《烏龍派出所》的（第3任）導演。此後6年間，執導了電視系列和2部電影版。
2002年，在執導《烏龍派出所》的同時，他也執導了同樣由GALLOP製作的短篇動畫，並親自兼任分鏡和演出，並擔任第一次擔任音響監督。
2004年，擔任STUDIO COMET的《校園迷糊大王》的導演。
2005年，以「（半角表示）」為筆名，擔任《冰上萬花筒》的導演。但在最終回（第12話「灰姑娘」）未出現在工作人員字幕上。
同年，他執導了作為《銀魂》Jump動畫巡迴活動的一部分製作的電影「凡事都是開頭最重要所以稍微逞强一點反而比較好」。
2006年開始擔任《銀魂》的導演同時，也在劇中也擔任錄音演出，及客串配音為外星生物線生伊麗莎白獻聲。第100－105話間和藤田陽一共同導演。然後從106話起成為了監修。到了第266卸下監修職務，只負責音響監督的工作。
2009年的《浪漫追星社》、2012年的《男子高中生的日常》、2016年的《在下坂本，有何貴幹？》擔任導演同時，親自也為動畫寫劇本。
2012年10月播出的《IXION SAGA DT》（導演、音響監督）、《超速變形螺旋傑特》（總導演、音響監督）、《銀魂' 延長戰》（監修、錄音演出）這3部作品中，導演工作都由高松親自擔任。

## 人物
關於筆名，他用過許多筆名，「妻方 仁」是在《機動戰士Z鋼彈》作為演出家出道時，「握乃 手紗貴」、「青柳 貳階」是在擔當執導作品負責分鏡和演出的工作時使用。還有在《奇米萌 CHIMIMO》是以的名義擔任導演。
在他導演的作品中，本身很少出現，而在《銀魂》的動畫中，經常從伊麗莎白的嘴裡露出高松的臉，及《烏龍派出所》星逃田的出場集數（第100、245話）中擦拭出現，也另在該作第161話「在卡通世界賺大錢」內容中出現過以年輕時的他作為本人形象的導演角色。

## 參加作品

### 電視動畫
1983年
- 裝甲騎兵波德姆茲（製作進行）

1984年
- 銀河漂流拜法姆（製作進行）
- 機甲界加里安（製作進行）

1985年
- 機動戰士Z鋼彈（設定進作、演出）※演出以妻方仁名義。

1986年
- 機動戰士鋼彈ZZ（分鏡、演出）

1987年
- 機甲戰記威龍（分鏡）

1988年
- 鎧傳（分鏡、演出、OP協調、ED協調）

1989年
- 機動警察（分鏡、演出）

1990年
- 勇者艾克斯凱撒（分鏡、演出）
- 櫻桃小丸子（分鏡、演出）

1991年
- 太陽勇者火鳥（分鏡、演出）

1992年
- 勇者傳說達鋼（總演出、分鏡、演出、OP分鏡&演出、ED分鏡&演出）
- 蕃茄十勇士（分鏡、演出）

1993年
- 勇者特急隊（導演、分鏡、演出、OP分鏡演出、ED分鏡&演出）※分鏡、演出以握乃手紗貴名義。

1994年
- 勇者警察傑德卡（導演、分鏡、OP分鏡演出、ED分鏡&演出）

1995年
- 黃金勇者（導演、分鏡、演出、OP分鏡演出、ED分鏡&演出）
- 新機動戰記鋼彈W（代理導演、分鏡）[注 5]

1996年
- 機動新世紀鋼彈X（導演、分鏡、演出、OP分鏡演出、ED分鏡&演出）

1997年
- 超者萊汀（日语：超者ライディーン）（分鏡）
- 勇者王我王凱牙（分鏡、演出）※握乃手紗貴名義。

1998年
- 烏龍派出所（導演〈第3代〉、分鏡、OP分鏡&演出、ED分鏡&演出）
- 銀河漂流華爾分13（分鏡、演出）
- 星方武俠Outlaw Star（日语：星方武侠アウトロースター）（分鏡）

2000年
- 遊☆戲☆王 怪獸之決鬥（分鏡）

2001年
- 深藍救兵（分鏡）
- 超能奇兵（分鏡）

2002年
- 電光快車俠2（分鏡）
- （導演、分鏡、演出）

2004年
- 御行者 AMDRIVER（日语：Get Ride! アムドライバー）（分鏡）※握乃手紗貴名義。
- 校園迷糊大王（導演、分鏡、演出、標題動畫分鏡&演出）[4]

2005年
- （導演（ちょっとカントク））※高松信司名義。
- 冰上萬花筒（導演、分鏡）※半形假名名義。

2006年
- 銀魂（導演 → 監修、分鏡、OP分鏡&演出、ED分鏡&演出、錄音演出、配音演出）

2009年
- 浪漫追星社（導演[5]、編劇、分鏡、標題動畫分鏡&演出）

2010年
- 銀魂精選集（OP分鏡&演出、ED分鏡&演出）

2011年
- 銀魂'（監修、錄音演出、配音演出）

2012年
- 男子高中生的日常（導演、編劇、音響監督、OP分鏡、網路版OP&ED分鏡）
- 超速變形螺旋傑特（總導演、音響監督、ED分鏡）
- 銀魂' 延長戰（監修、錄音演出）
- IXION SAGA DT（導演、音響監督、分鏡、OP分鏡&演出、ED分鏡&演出）[6]

2015年
- 美男高校地球防衛部LOVE！（導演、音響監督、編劇、分鏡、OP分鏡&演出）
- 銀魂゜（音響監督）

2016年
- 在下坂本，有何貴幹？（導演[7][8]、編劇、音響監督、分鏡、OP分鏡、ED分鏡&演出）
- 美男高校地球防衛部LOVE！LOVE！（導演[9]、音響監督）
- 黑白來看守所（導演[10]、音響監督、分鏡、OP分鏡&演出、ED分鏡&演出）

2017年
- 銀魂.（音響監督）

2018年
- 美男高校地球防衛部HAPPY KISS！（導演[11]、劇本統籌、音響監督、分鏡、演出、OP分鏡&演出、ED分鏡&演出）
- GRAND BLUE碧藍之海（導演、編劇、音響監督、分鏡、演出、OP分鏡&演出、ED分鏡&演出）

2019年
- RobiHachi（導演[12]、音響監督、分鏡、演出、OP分鏡&演出、ED分鏡）[13]

2022年
- 頂點!!!!!!!!!!!!!!!（總導演、音響監督）
- 奇米萌CHIMIMO（日语：ちみも）（導演、編劇、音響監督、分鏡、演出、OP分鏡&演出）※名義。

2023年
- 勇者赫魯庫（音響監督[14]）

2024年
- 星際之聲（日语：アストロノオト）（總導演、音響監督、分鏡、演出）
- 樂天胖達！（日语：お買いものパンダ）（導演[15]）

2025年
- GRAND BLUE碧藍之海 Season 2（導演、編劇、音響監督[16]）

### 電影動畫
1987年
- 劇場版 搞怪拍檔（演出助手）

1988年
- 機動戰士鋼彈 逆襲的夏亞（演出補）

1989年
- 機動戰士SD鋼彈的逆襲 SD戰國傳 暴終空城之章（日语：機動戦士SDガンダム）（演出）

1999年
- 烏龍派出所 史上最惡爆彈大作戰！（導演）

2003年
- 烏龍派出所 劇場版2：UFO大逆襲！龍捲風大作戰!!（導演）

2010年
- 銀魂劇場版：新譯紅櫻篇（導演、錄音演出、配音演出）

2013年
- 銀魂劇場版 完結篇 永遠的萬事屋（監修、錄音演出）

2021年
- 銀魂 THE FINAL（音響監督）

### OVA
1987年
- DEAD HEAT（演出）
- 搞怪拍檔 OVA系列（分鏡、演出）

1988年
- 宇宙戰士（分鏡、演出）
- 機甲獵兵梅洛林克（日语：機甲猟兵メロウリンク）（分鏡、演出）

1989年
- 機動戰士鋼彈0080：口袋裡的戰爭（分鏡、演出）
- 搞怪拍檔 謀略的005便（演出）
- 機動戰士SD鋼彈 SD百科（廉價錄影帶「○得特輯」附加短篇動畫）（導演）
- SD戰國傳 天之卷、地之卷、真之卷、理之卷（短篇動畫）（導演）

1990年
- 機動戰士SD鋼彈（日语：機動戦士SDガンダム） 夢幻命綱社的宇宙之旅（演出）
- 機動戰士SD鋼彈 運轉手Re-GZ的奇蹟（演出）
- 機動戰士SD鋼彈 SD鋼彈猛烈賽車（導演、編劇、分鏡、演出）
- SD戰國傳 頭虫邸的忍者合戦（分鏡、演出）
- SD戰國傳 頑駄無五人衆的妖怪退治（導演、編劇、分鏡、演出）
- SD鋼彈外傳 拉克羅亞的勇者（演出）
- SD鋼彈外傳II 傳說的巨人（演出）
- SD鋼彈外傳III ALGUS騎士團（演出）
- SD鋼彈外傳IV 光之騎士（演出）

2005年
- 銀魂 ～凡事都是開頭最重要所以稍微逞强一點反而比較好～（Jump Festa動畫）（導演、分鏡、演出）
- 校園迷糊大王 一學期補習（導演、標題動畫分鏡演出）

2008年
- 校園迷糊大王 三學期（漫畫OAD）（導演、分鏡、演出）
- 劇場版 銀魂 ～白夜叉降誕～ 預告篇（Jump Festa動畫）（監修、錄音演出）

2014年
- 銀魂 ～鑽進被窩之後很在意擦拭的痕跡想睡卻睡不著的時候也是有的～（Jump Festa動畫）（音響監督）

2015年
- 銀魂 ～第297.5話 銀魂動畫史上最大的事件～（Jump Festa動畫）（音響監督）

2017年
- 美男高校地球防衛部LOVE！LOVE！LOVE！（導演、音響監督、分鏡、演出）

2021年
- 銀魂 THE SEMI-FINAL （音響監督）

## 腳註

## 相關項目
- 日本動畫師列表（日语：アニメ関係者一覧）

## 外部連結
- 高松信司的X（前Twitter） （日語）